# Triticum carthlicum
Triticum carthlicum là một loài thực vật có hoa trong họ Hòa thảo. Loài này được Nevski miêu tả khoa học đầu tiên năm 1934.